# Castrelo de Abajo
Castrelo de Abajo (llamada oficialmente Santa María de Castrelo de Abaixo) es una parroquia y un lugar del municipio español de Riós, en la provincia de Orense, Galicia.

## Toponimia
La parroquia también es conocida por los nombres de Santa María de Castrelo de Abajo. y Santa María de Castrelos de Abajo.

## Clima
La parroquia, como todo el municipio de Riós, posee un marcado clima mediterráneo de montaña.

## Historia
Entre 1812 y 1823 Castrelo de Abajo formó parte del municipio de Castrelo, pero a partir de 1835 pasó a formar parte del municipio de Riós, que surgió con la unión de los anteriores municipios de Riós y Castrelo.

## Organización territorial
La parroquia está formada por dos entidades de población:
- Castrelo de Abajo (Castrelo de Abaixo)
- Silva (A Silva)

## Demografía

### Parroquia
| Gráfica de evolución demográfica de Castrelo de Abajo (parroquia) entre 2000 y 2023 |
|                                                                                     |
| Datos según el nomenclátor publicado por el INE.                                    |

### Lugar
| Gráfica de evolución demográfica de Castrelo de Abajo (lugar) entre 2000 y 2023 |
|                                                                                 |
| Datos según el nomenclátor publicado por el INE.                                |

## Lugares de interés
En la parroquia de Castrelo de Abajo se encuentran lugares como Trambolosríos y A Fraga do Curral, donde se cruzan los ríos Mente y Arzoá, de gran importancia ecológica, natural y paisajística, que lindan con el parque natural de Montesinho en Portugal y el parque natural Montes do Invernadeiro en el macizo central orensano. La vista desde el monte conocido como A Fraga do Curral muestra un valle de pronunciadas laderas y cortados fluviales de filitas.

## Festividades
Las fiestas se celebran en torno a los días 11 y 12 de agosto en honor de Santa María de la Asunción, patrona de la parroquia.